# Ruffians (deutsche Band)
Ruffians ist eine 1993 in Potsdam gegründete Ska- und Reggae-Band.
Die Band spielte viele Konzerte, z. B. mit Dr. Ring-Ding, Skatalites, The Selecter, The Toasters, Desmond Dekker und P.R. Kantate. Nach zehnjähriger Unterbrechung trat die Formation 2015 bei Rock in Caputh wieder auf.

## Bandbesetzung
- Hille – Saxophon (weitere Bands: Meier’s Clan, Hugo Bossa Lounge)
- Pete – Tenorsaxophon
- Keezee – Perkussion und Schlagzeug
- Gleech – Gesang, Mellophon und Horn
- Johnny Sommer – Gesang und Gitarre, (weitere Bands: Balkoni Beat Boys)
- Axel – Gesang und Fender Rhodes, Hammond-Orgel  (weitere Bands: Hugo Bossa Lounge, Die Kartoffelschäler)
- Urs – Gesang und Bass
- Phil Smith – Schlagzeug
- Le Kautz – Gesang, Perkussion und Schlagzeug
- Yaw – Gesang und Perkussion
- Lord Fader – Front of house

## Diskografie (Auswahl)
Alben
- 1997: Do the Pidgin Style (United One Records)
- 2006: Guter Dinge (Jelly Records)
- 2003: Remixed Volume 1 (Remix-Album; T.I.E. Music)